# Pyrenacantha puberula
Pyrenacantha puberula är en tvåhjärtbladig växtart som beskrevs av Raymond Boutique. Pyrenacantha puberula ingår i släktet Pyrenacantha och familjen Icacinaceae. Inga underarter finns listade i Catalogue of Life.